# Lucie Schauer
Lucie Schauer (* 5. August 1926 in Karlsbad, Tschechoslowakei; † 27. Dezember 2011 in Berlin) war eine deutsche Germanistin, Journalistin und Kulturmanagerin, die zwischen 1975 und 1994 als Vorsitzende des Neuen Berliner Kunstvereins zahlreiche Ausstellungen von überregionaler Bedeutung in Berlin organisierte.

## Leben
Schauers Vater wanderte als junger Kaufmann nach Chile aus und kehrte nach dem Ersten Weltkrieg vermögend zurück. Die Mutter studierte Malerei in Prag. 1937 zog die Familie nach Berlin um. Nach dem Abitur studierte Lucie Schauer von 1947 bis 1950 Kunstgeschichte und Germanistik an der Humboldt-Universität und im Anschluss an der Freien Universität Berlin, wo sie 1959 ihre Promotion zum Dr. phil. mit einer Dissertation zum Thema Untersuchungen zur Struktur der Novellen und Romane Thomas Manns : Antithese und Synthese als Kategorien der dichterischen Seinserfahrung absolvierte.
Ab 1960 arbeitete Schauer als Journalistin für Kunst- und Literaturkritik für die junge Welt. Bald darauf legte sie die Arbeit aus politischen Gründen nieder und gab ihren FDJ-Ausweis ab. 1962 heiratete sie Christian Wagner. Ab 1965 arbeitete sie als freie Journalistin, Kunstkritikerin und Redakteurin für den Berliner Tagesspiegel und Die Welt, wo sie bis 1974 Ressortleiterin des Feuilletons war. Schauer widmete sich vor allem der Beobachtung der Kulturszene und der Kulturpolitik West-Berlins. Zwischen 1975 und 1994 war sie mit Unterstützung von Eberhard Roters Vorsitzende des Neuen Berliner Kunstvereins und organisierte in dieser Zeit rund 170 Ausstellungen von Künstlern aus den unterschiedlichsten Bereichen wie Alexander Camaro, Raimund Girke, Bernhard Heiliger, Hans Hartung, Waldemar Grzimek, Peter Sorge, Wolfgang Petrick, Fritz Balthaus, Donatello Losito, Maina-Miriam Munsky, Kuno Gonschior, Brigitte und Martin Matschinsky-Denninghoff, Wolf Vostell und Olaf Metzel. Dabei nutzte sie insbesondere auch ihre Beziehungen zu Kultureinrichtungen wie der Staatlichen Kunsthalle, Akademie der Künste, dem Martin-Gropius-Bau, für den sie 1991 eine vielbeachtete Ausstellung mit Werken von Eduardo Chillida organisierte, oder der Kunststiftung Poll.
1993 wurde Schauer das Bundesverdienstkreuz am Bande verliehen. 1995 erhielt sie ein Ehrenstipendium des Berliner Senats, Villa Massimo in Rom. Lucie Schauer war Mitglied im Verband der Deutschen Kritiker und im Internationalen Kunstkritikerverband AICA.
1995 wurde ihr bisheriger Vertreter Alexander Tolnay Nachfolger als Vorsitzender des Neuen Berliner Kunstvereins.

## Weitere Ausstellungen (Auswahl)
- 1975: Ita Maximowna
- 1978: Horst Hirsig : Handzeichnungen und Bilder 1976/77
- 1982: Zeitgeist
- 1985: Albrecht Demitz
- 1987: Skulpturenboulevard
- 1989: Maschinenmenschen
- 1992: Klaus H. Hartmann, Transformation Relais : Skulpturen, Objekte, 1990 - 1991
- 1992: Polnische Avantgarde : 1930 - 1990
- 1994: Armando : Bilder, Skulpturen, Zeichnungen
- 1994: Thomas Florschuetz, Plexus

## Veröffentlichungen
- Untersuchungen zur Struktur der Novellen und Romane Thomas Manns : Antithese und Synthese als Kategorien der dichterischen Seinserfahrung, Freie Universität Berlin, Dissertation 1959
- Kunstübermittlungsformen vom Tafelbild bis zum Happening : die Medien der bildenden Kunst, 1977
- Ende und Wende : Kunstlandschaft Berlin von 1945 bis heute, hrsg. von Lindinger + Schmid Verlag GdbR, Regensburg 1999, ISBN 3-929970-39-2
- Erich F. Reuter : Monographie und Werkverzeichnis, Mitherausgeberin, 2005, ISBN 3-935965-02-8